# Fallen Empires
Fallen Empires is het zesde studioalbum van de alternatieve rock band Snow Patrol. Het album is op verschillende plaatsen opgenomen in de Verenigde Staten en is geproduceerd door Jacknife Lee. Het album komt tussen 11 en 14 november 2011. Ter promotie van het album werden in de maanden voor de albumuitgave twee singles uitgebracht: Called Out in the Dark als leadsingle en This Isn't Everything You Are.

## Achtergrondinformatie
Na het vijfde album A Hundred Million Suns uit 2008 werd in november 2009 het compilatiealbum Up to Now uitgebracht met het in Nederland commercieel succesvolle Just Say Yes. Na de heruitgaves van Run en Chocolate nam de band een kleine pauze.
In deze pauze van enkele maanden bracht leadzanger Gary Lightbody zijn sideproject Tired Pony uit, met invloeden uit de americana uit. Hierna pakte de band de draad weer op en vertrokken zij richting The Joshua Tree National Park in Californië om daar de eerste concepten van het album te schrijven, om vervolgens naar de Rancho de la Luna Studios om enkele maanden later de rest van het album te schrijven en op te nemen in de Topanga Canyon.

## Stijl
Just Say Yes bevatte een ander, op de synthesizer leunend geluid omdat de band een verlangen richting de elektronische muziek had. Desondanks benadrukte gitarist Nathan Connolly dat de stijl uit het nummer geen voorbode was van het zesde album. De band had volgens haarzelf altijd al latente dansmuziekinvloeden in hun muziek gehad. Daarnaast doen Lightbody en toetsenist Tom Simpson dj-klusjes en hebben zelfs Late Night Tales: Snow Patrol, een remix-cd uitgebracht met nummers van andere artiesten.
Het nieuwe album wordt bevat "experimenteel gelaagde dansvloergeluiden" terwijl het kenmerkende Snow Patrolgeluid nog steeds aanwezig is. Leadsingle Called Out in the Dark bevatte ook de synthrock- en elektronicageluid. Daarnaast bevatten enkele nummers gastbijdragen. De Amerikaanse zangers Lissie draagt vocaal bij op vier nummers, met gitarist Troy Van Leeuwen nam de band Called Out in the Dark op en Michael Stipe hielp Lightbody door zijn schrijversblok heen.

## Release
In april 2011 maakte Lightbody via zijn icanhover bekend dat het album af was en nog gemixt moest worden, wat in mei geschiedde. In juni maakt de band de release van de eerste single Called Out in the Dark bekend. Op 21 juli ging het nummer tijdens de Zane Lowe Show op BBC Radio 1 in première en was ook op die dag ook in Nederland op de radio uitgebracht. Op 29 juli werd het nummer digitaal in Nederland uitgebracht en op 4 september was dit in het Verenigd Koninkrijk. Dit nummer kwam ook als onderdeel van de Called Out in the Dark EP, met drie andere nummers, waaronder titeltrack Fallen Empires dat ook op het moederalbum staat. Deze ep kwam op 2 september uit. De tweede single This Isn't Everything You Are werd op 28 september op airplay uitgebracht en was vanaf 14 oktober in Nederland digitaal verkrijgbaar, terwijl het Verenigd Koninkrijk een maand moest wachten: 13 november. Half september maakte de band ook bekend dat het album wereldwijd tussen 11 en 14 november uitkwam.

## Promotie
Ter promotie van het album trad de band op in Later with Jools Holland en enkele radiooptredens, waaronder een in de 3FM-studio waar zij de eerste twee singles van het album akoestisch speelden. Ook was er op 11 november een optreden in de Melkweg, alleen toegankelijk voor kaartenwinnaars. In januari 2012 begint de band met de Fallen Empires-tour in het Verenigd Koninkrijk. In februari doen zij Europa aan, waaronder op 29 februari de Lotto Arena in Antwerpen en op 1 en 2 maart een dubbele concert in Ahoy Rotterdam.
| Fallen Empires Tour   | Fallen Empires Tour | Fallen Empires Tour | Fallen Empires Tour       |
| Datum                 | Stad                | Land                | Locatie                   |
| --------------------- | ------------------- | ------------------- | ------------------------- |
| 20 en 21 januari 2012 | Dublin              | Ierland             | The O2                    |
| 23 en 25 januari 012  | Belfast             | Noord-Ierland       | Odyssey Arena             |
| 25 februari 2012      | Berlijn             | Duitsland           | Tempodrom                 |
| 26 februari 2012      | Düsseldorf          | Duitsland           | Mitsubishi Electric Halle |
| 28 februari 2012      | Frankfurt           | Duitsland           | Jahrhunderthalle          |
| 4 maart 2012          | München             | Duitsland           | Zenith                    |
| 1 maart 2012          | Rotterdam           | Nederland           | Ahoy                      |
| 2 maart 2012          | Rotterdam           | Nederland           | Ahoy                      |

### Verkrijgbare dragers
Fallen Empires is beschikbaar op vier verschillende dragers.
- Standaard jewelcase met de cd en het boekje met songteksten.
- LP Vinyl met twee 180 gram witte vinylschijven
- Download op MP3's, beschikbaar op het internet.
- Deluxe versie met de cd, een dvd met beiden tien nummers afkomstig van het optreden in de Royal Albert Hall bevattend.

### Tracklist
Alle teksten zijn geschreven door Gary Lightbody, alle muziek is geschreven door Snow Patrol.
| Nr. | Titel                                | Duur  |
| --- | ------------------------------------ | ----- |
| 1.  | I'll Never Let Go                    | 04:44 |
| 2.  | Called Out in the Dark               | 04:01 |
| 3.  | The Weight of Love                   | 04:17 |
| 4.  | This Isn't Everything You Are        | 04:58 |
| 5.  | The Garden Rules                     | 04:29 |
| 6.  | Fallen Empires                       | 05:20 |
| 7.  | Berlin                               | 02:05 |
| 8.  | Lifening                             | 03:53 |
| 9.  | New York                             | 04:01 |
| 10. | In the End                           | 04:00 |
| 11. | Those Distant Bells                  | 03:17 |
| 12. | The Symphony                         | 06:07 |
| 13. | The President                        | 04:35 |
| 14. | Broken Bottles Form a Star (Prelude) | 01:30 |

| Nr. | Titel                         | Duur |
| --- | ----------------------------- | ---- |
| 1.  | The Finish Line               |      |
| 2.  | An Olive Grove Facing the Sea |      |
| 3.  | You Could Be Happy            |      |
| 4.  | Take Back the City            |      |

| Nr. | Titel                       | Duur |
| --- | --------------------------- | ---- |
| 1.  | Dark Roman Wine             |      |
| 2.  | Spitting Games              |      |
| 3.  | Run                         |      |
| 4.  | Lifeboats                   |      |
| 5.  | The Planets Bend Between Us |      |
| 6.  | Chasing Cars                |      |

## Commercieel ontvangst

### Album

#### NederlandseAlbum Top 100
| Hitnotering (week 1 t/m 27): 19-11-2011 t/m 19-05-2012 Hitnotering (week 28 t/m 32): 09-06-2012 t/m 07-07-2012 Hitnotering (week 33 t/m 34): 04-08-2012 t/m 11-08-2012 | Hitnotering (week 1 t/m 27): 19-11-2011 t/m 19-05-2012 Hitnotering (week 28 t/m 32): 09-06-2012 t/m 07-07-2012 Hitnotering (week 33 t/m 34): 04-08-2012 t/m 11-08-2012 | Hitnotering (week 1 t/m 27): 19-11-2011 t/m 19-05-2012 Hitnotering (week 28 t/m 32): 09-06-2012 t/m 07-07-2012 Hitnotering (week 33 t/m 34): 04-08-2012 t/m 11-08-2012 | Hitnotering (week 1 t/m 27): 19-11-2011 t/m 19-05-2012 Hitnotering (week 28 t/m 32): 09-06-2012 t/m 07-07-2012 Hitnotering (week 33 t/m 34): 04-08-2012 t/m 11-08-2012 | Hitnotering (week 1 t/m 27): 19-11-2011 t/m 19-05-2012 Hitnotering (week 28 t/m 32): 09-06-2012 t/m 07-07-2012 Hitnotering (week 33 t/m 34): 04-08-2012 t/m 11-08-2012 | Hitnotering (week 1 t/m 27): 19-11-2011 t/m 19-05-2012 Hitnotering (week 28 t/m 32): 09-06-2012 t/m 07-07-2012 Hitnotering (week 33 t/m 34): 04-08-2012 t/m 11-08-2012 | Hitnotering (week 1 t/m 27): 19-11-2011 t/m 19-05-2012 Hitnotering (week 28 t/m 32): 09-06-2012 t/m 07-07-2012 Hitnotering (week 33 t/m 34): 04-08-2012 t/m 11-08-2012 | Hitnotering (week 1 t/m 27): 19-11-2011 t/m 19-05-2012 Hitnotering (week 28 t/m 32): 09-06-2012 t/m 07-07-2012 Hitnotering (week 33 t/m 34): 04-08-2012 t/m 11-08-2012 | Hitnotering (week 1 t/m 27): 19-11-2011 t/m 19-05-2012 Hitnotering (week 28 t/m 32): 09-06-2012 t/m 07-07-2012 Hitnotering (week 33 t/m 34): 04-08-2012 t/m 11-08-2012 | Hitnotering (week 1 t/m 27): 19-11-2011 t/m 19-05-2012 Hitnotering (week 28 t/m 32): 09-06-2012 t/m 07-07-2012 Hitnotering (week 33 t/m 34): 04-08-2012 t/m 11-08-2012 | Hitnotering (week 1 t/m 27): 19-11-2011 t/m 19-05-2012 Hitnotering (week 28 t/m 32): 09-06-2012 t/m 07-07-2012 Hitnotering (week 33 t/m 34): 04-08-2012 t/m 11-08-2012 | Hitnotering (week 1 t/m 27): 19-11-2011 t/m 19-05-2012 Hitnotering (week 28 t/m 32): 09-06-2012 t/m 07-07-2012 Hitnotering (week 33 t/m 34): 04-08-2012 t/m 11-08-2012 | Hitnotering (week 1 t/m 27): 19-11-2011 t/m 19-05-2012 Hitnotering (week 28 t/m 32): 09-06-2012 t/m 07-07-2012 Hitnotering (week 33 t/m 34): 04-08-2012 t/m 11-08-2012 | Hitnotering (week 1 t/m 27): 19-11-2011 t/m 19-05-2012 Hitnotering (week 28 t/m 32): 09-06-2012 t/m 07-07-2012 Hitnotering (week 33 t/m 34): 04-08-2012 t/m 11-08-2012 | Hitnotering (week 1 t/m 27): 19-11-2011 t/m 19-05-2012 Hitnotering (week 28 t/m 32): 09-06-2012 t/m 07-07-2012 Hitnotering (week 33 t/m 34): 04-08-2012 t/m 11-08-2012 | Hitnotering (week 1 t/m 27): 19-11-2011 t/m 19-05-2012 Hitnotering (week 28 t/m 32): 09-06-2012 t/m 07-07-2012 Hitnotering (week 33 t/m 34): 04-08-2012 t/m 11-08-2012 | Hitnotering (week 1 t/m 27): 19-11-2011 t/m 19-05-2012 Hitnotering (week 28 t/m 32): 09-06-2012 t/m 07-07-2012 Hitnotering (week 33 t/m 34): 04-08-2012 t/m 11-08-2012 | Hitnotering (week 1 t/m 27): 19-11-2011 t/m 19-05-2012 Hitnotering (week 28 t/m 32): 09-06-2012 t/m 07-07-2012 Hitnotering (week 33 t/m 34): 04-08-2012 t/m 11-08-2012 | Hitnotering (week 1 t/m 27): 19-11-2011 t/m 19-05-2012 Hitnotering (week 28 t/m 32): 09-06-2012 t/m 07-07-2012 Hitnotering (week 33 t/m 34): 04-08-2012 t/m 11-08-2012 | Hitnotering (week 1 t/m 27): 19-11-2011 t/m 19-05-2012 Hitnotering (week 28 t/m 32): 09-06-2012 t/m 07-07-2012 Hitnotering (week 33 t/m 34): 04-08-2012 t/m 11-08-2012 |
| Week: | 1 | 2 | 3 | 4 | 5 | 6 | 7 | 8 | 9 | 10 | 11 | 12 | 13 | 14 | 15 | 16 | 17 | 18 | 19 |
| --- | --- | --- | --- | --- | --- | --- | --- | --- | --- | --- | --- | --- | --- | --- | --- | --- | --- | --- | --- |
| Positie: | 1 | 8 | 11 | 12 | 15 | 13 | 11 | 12 | 10 | 15 | 23 | 28 | 34 | 20 | 29 | 22 | 8 | 34 | 38 |
| Week: | 20 | 21 | 22 | 23 | 24 | 25 | 26 | 27 | | 28 | 29 | 30 | 31 | 32 | | 33 | 34 | | |
| Positie: | 54 | 52 | 68 | 80 | 89 | 87 | 84 | 84 | uit | 99 | 94 | 83 | 60 | 50 | uit | 74 | 100 | uit | |

#### VlaamseUltratop 200Albums
| Hitnotering (week 1 t/m 49): 19-11-2011 t/m 20-10-2012 Hitnotering (week 50): 03-11-2012 | Hitnotering (week 1 t/m 49): 19-11-2011 t/m 20-10-2012 Hitnotering (week 50): 03-11-2012 | Hitnotering (week 1 t/m 49): 19-11-2011 t/m 20-10-2012 Hitnotering (week 50): 03-11-2012 | Hitnotering (week 1 t/m 49): 19-11-2011 t/m 20-10-2012 Hitnotering (week 50): 03-11-2012 | Hitnotering (week 1 t/m 49): 19-11-2011 t/m 20-10-2012 Hitnotering (week 50): 03-11-2012 | Hitnotering (week 1 t/m 49): 19-11-2011 t/m 20-10-2012 Hitnotering (week 50): 03-11-2012 | Hitnotering (week 1 t/m 49): 19-11-2011 t/m 20-10-2012 Hitnotering (week 50): 03-11-2012 | Hitnotering (week 1 t/m 49): 19-11-2011 t/m 20-10-2012 Hitnotering (week 50): 03-11-2012 | Hitnotering (week 1 t/m 49): 19-11-2011 t/m 20-10-2012 Hitnotering (week 50): 03-11-2012 | Hitnotering (week 1 t/m 49): 19-11-2011 t/m 20-10-2012 Hitnotering (week 50): 03-11-2012 | Hitnotering (week 1 t/m 49): 19-11-2011 t/m 20-10-2012 Hitnotering (week 50): 03-11-2012 | Hitnotering (week 1 t/m 49): 19-11-2011 t/m 20-10-2012 Hitnotering (week 50): 03-11-2012 | Hitnotering (week 1 t/m 49): 19-11-2011 t/m 20-10-2012 Hitnotering (week 50): 03-11-2012 | Hitnotering (week 1 t/m 49): 19-11-2011 t/m 20-10-2012 Hitnotering (week 50): 03-11-2012 | Hitnotering (week 1 t/m 49): 19-11-2011 t/m 20-10-2012 Hitnotering (week 50): 03-11-2012 | Hitnotering (week 1 t/m 49): 19-11-2011 t/m 20-10-2012 Hitnotering (week 50): 03-11-2012 | Hitnotering (week 1 t/m 49): 19-11-2011 t/m 20-10-2012 Hitnotering (week 50): 03-11-2012 | Hitnotering (week 1 t/m 49): 19-11-2011 t/m 20-10-2012 Hitnotering (week 50): 03-11-2012 | Hitnotering (week 1 t/m 49): 19-11-2011 t/m 20-10-2012 Hitnotering (week 50): 03-11-2012 |
| Week:                                                                                    | 1                                                                                        | 2                                                                                        | 3                                                                                        | 4                                                                                        | 5                                                                                        | 6                                                                                        | 7                                                                                        | 8                                                                                        | 9                                                                                        | 10                                                                                       | 11                                                                                       | 12                                                                                       | 13                                                                                       | 14                                                                                       | 15                                                                                       | 16                                                                                       | 17                                                                                       | 18                                                                                       |
| ---------------------------------------------------------------------------------------- | ---------------------------------------------------------------------------------------- | ---------------------------------------------------------------------------------------- | ---------------------------------------------------------------------------------------- | ---------------------------------------------------------------------------------------- | ---------------------------------------------------------------------------------------- | ---------------------------------------------------------------------------------------- | ---------------------------------------------------------------------------------------- | ---------------------------------------------------------------------------------------- | ---------------------------------------------------------------------------------------- | ---------------------------------------------------------------------------------------- | ---------------------------------------------------------------------------------------- | ---------------------------------------------------------------------------------------- | ---------------------------------------------------------------------------------------- | ---------------------------------------------------------------------------------------- | ---------------------------------------------------------------------------------------- | ---------------------------------------------------------------------------------------- | ---------------------------------------------------------------------------------------- | ---------------------------------------------------------------------------------------- |
| Positie:                                                                                 | 23                                                                                       | 4                                                                                        | 14                                                                                       | 28                                                                                       | 26                                                                                       | 32                                                                                       | 21                                                                                       | 21                                                                                       | 21                                                                                       | 13                                                                                       | 19                                                                                       | 18                                                                                       | 27                                                                                       | 32                                                                                       | 25                                                                                       | 31                                                                                       | 13                                                                                       | 25                                                                                       |
| Week:                                                                                    | 19                                                                                       | 20                                                                                       | 21                                                                                       | 22                                                                                       | 23                                                                                       | 24                                                                                       | 25                                                                                       | 26                                                                                       | 27                                                                                       | 28                                                                                       | 29                                                                                       | 30                                                                                       | 31                                                                                       | 32                                                                                       | 33                                                                                       | 34                                                                                       | 35                                                                                       | 36                                                                                       |
| Positie:                                                                                 | 13                                                                                       | 11                                                                                       | 17                                                                                       | 25                                                                                       | 28                                                                                       | 32                                                                                       | 53                                                                                       | 55                                                                                       | 66                                                                                       | 66                                                                                       | 89                                                                                       | 81                                                                                       | 77                                                                                       | 86                                                                                       | 87                                                                                       | 75                                                                                       | 35                                                                                       | 71                                                                                       |
| Week:                                                                                    | 37                                                                                       | 38                                                                                       | 39                                                                                       | 40                                                                                       | 41                                                                                       | 42                                                                                       | 43                                                                                       | 44                                                                                       | 45                                                                                       | 46                                                                                       | 47                                                                                       | 48                                                                                       | 49                                                                                       |                                                                                          | 50                                                                                       |                                                                                          |                                                                                          |                                                                                          |
| Positie:                                                                                 | 87                                                                                       | 78                                                                                       | 91                                                                                       | 69                                                                                       | 114                                                                                      | 93                                                                                       | 96                                                                                       | 102                                                                                      | 83                                                                                       | 123                                                                                      | 144                                                                                      | 172                                                                                      | 197                                                                                      | uit                                                                                      | 200                                                                                      | uit                                                                                      |                                                                                          |                                                                                          |

### Singles
| Jaar | Nummer                        | Hoogste positie | Hoogste positie   | Hoogste positie | Hoogste positie      | Hoogste positie | Hoogste positie        | Hoogste positie | Hoogste positie     | Hoogste positie | Hoogste positie | Hoogste positie | Hoogste positie | Certificatie |
| Jaar | Nummer                        | NL Top 40       | NL Single Top 100 | VL Ultratop 50  | US Billboard Hot 100 | UK Hitlist 75   | US Alter- native Songs | AU ARIA Charts  | DU Musik- markt 100 | NZ Top 40       | OO Top 75       | SE Top 60       | ZW Top 100      | Certificatie |
| ---- | ----------------------------- | --------------- | ----------------- | --------------- | -------------------- | --------------- | ---------------------- | --------------- | ------------------- | --------------- | --------------- | --------------- | --------------- | ------------ |
| 2011 | Called Out in the Dark        | 10              | 23                | 7               | 78                   | 11              | —                      | —               | 15                  | 35              | 23              | 35              | —               | —            |
| 2011 | This Isn't Everything You Are | —               | 52                | 44              | 40                   | —               | —                      | —               | —                   | —               | —               | —               | —               | —            |
| 2011 | New York                      | —               | —                 | —               | 102                  | —               | —                      | —               | —                   | —               | —               | —               | —               | —            |
| 2011 | In the End                    | 35              | —                 | —               | —                    | —               | —                      | —               | —                   | —               | —               | —               | —               | —            |